# Laurent Dauphin
Laurent Dauphin (* 27. März 1995 in Repentigny, Québec) ist ein kanadischer Eishockeyspieler, der seit Oktober 2024 bei den Rocket de Laval aus der American Hockey League (AHL) unter Vertrag steht und dort auf der Position des Centers spielt. Zuvor absolvierte Dauphin unter anderem 94 Spiele für die Arizona Coyotes und Canadiens de Montréal in der National Hockey League (NHL).

## Karriere
Dauphin spielte zwischen 2010 und 2012 zunächst in den unterklassigen Juniorenligen der Provinz Québec für die Collège Esther-Blondin Phénix, ehe er ab der Saison 2012/13 für die Saguenéens de Chicoutimi in der Ligue de hockey junior majeur du Québec (LHJMQ) auflief. Während der drei Jahre bei den Saguenéens sammelte der Stürmer in 181 Partien insgesamt 198 Scorerpunkte und wurde während dieser Zeit im NHL Entry Draft 2013 in der zweiten Runde an 39. Stelle von den Phoenix Coyotes aus der National Hockey League (NHL) ausgewählt, die ihn schließlich – inzwischen in Arizona Coyotes umbenannt – im Oktober 2014 unter Vertrag nahmen.

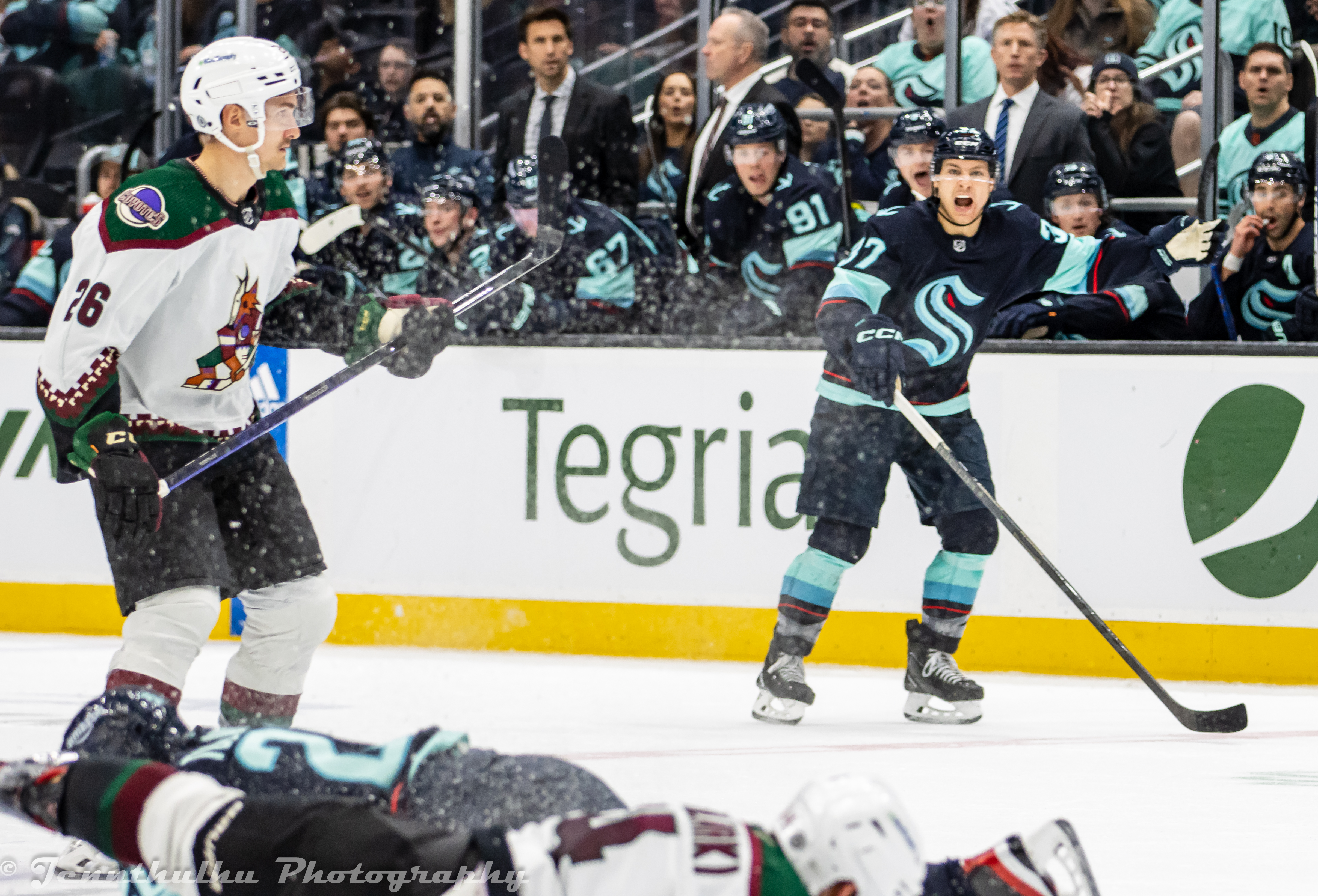
Dauphin (links) im Trikot der Arizona Coyotes (2023)

Nach Beendigung der LHJMQ-Saison 2014/15 wechselte Dauphin dann ins Profilager und kam ab April 2015 für den Rest des Spieljahres bei Arizonas Farmteam, den Portland Pirates aus der American Hockey League (AHL), zum Einsatz. Die folgende Spielzeit verbrachte er dann zu großen Teilen bei den Springfield Falcons in der AHL, die in diesem Spieljahr mit den Coyotes in Kooperation standen. Im Verlauf der Saison 2015/16 feierte der Stürmer aber auch sein NHL-Debüt und wurde in acht Spielen eingesetzt.
Im Juni 2017 gaben ihn die Coyotes samt Connor Murphy an die Chicago Blackhawks ab und erhielten im Gegenzug Niklas Hjalmarsson. Nach nur knapp einem halben Jahr kehrte er mit Richard Pánik nach Arizona zurück, während Anthony Duclair und Adam Clendening nach Chicago wechselten. Auch bei seinem zweiten Engagement bei den Coyotes gelang es dem Angreifer nicht, sich in der NHL zu etablieren, sodass er im Februar 2019 samt Adam Helewka zu den Nashville Predators transferiert wurde. Im Gegenzug erhielten die Coyotes Emil Pettersson. In der Organisation der Predators wurde Dauphin ausschließlich bei den Milwaukee Admirals in der AHL eingesetzt, ehe man ihn im Januar 2020 im Tausch für Michael McCarron an die Canadiens de Montréal abgab.
In Montréal war der Angreifer in der Folge bis Sommer 2022 aktiv, als sein auslaufender Vertrag nicht verlängert wurde und er sich somit im Juli 2022 als Free Agent den Arizona Coyotes anschloss, sodass er zum dritten Mal in deren Organisation spielte. Diese verließ er zum Saisonende 2022/23 und unterzeichnete einen Einjahresvertrag plus Option für ein weiteres Jahr beim Schweizer NL-Club HC Ambrì-Piotta. Letztlich wurde die Option nicht wahrgenommen, wodurch das Engagement beim HCAP nach nur einer Saison endete. Im Oktober 2024 wechselte Dauphin daher zu den Rocket de Laval in die AHL.

### International
Auf internationaler Ebene spielte Dauphin bei der World U-17 Hockey Challenge 2012 für die Provinz Québec, die mit einem sechsten Platz endete, und bei der U18-Junioren-Weltmeisterschaft 2013 im russischen Sotschi. Bei selbiger kam der Stürmer in sieben Turnierspielen auf sechs Scorerpunkte und gewann am Ende Turniers mit der Mannschaft die Goldmedaille.

## Erfolge und Auszeichnungen
- 2013 Teilnahme am CHL Top Prospects Game
- 2013 Goldmedaille bei der U18-Junioren-Weltmeisterschaft

## Karrierestatistik
Stand: Ende der Saison 2024/25

### International
Vertrat Kanada bei:
- World U-17 Hockey Challenge 2012
- U18-Junioren-Weltmeisterschaft 2013

(Legende zur Spielerstatistik: Sp oder GP = absolvierte Spiele; T oder G = erzielte Tore; V oder A = erzielte Assists; Pkt oder Pts = erzielte Scorerpunkte; SM oder PIM = erhaltene Strafminuten; +/− = Plus/Minus-Bilanz; PP = erzielte Überzahltore; SH = erzielte Unterzahltore; GW = erzielte Siegtore; 1 Play-downs/Relegation; Kursiv: Statistik nicht vollständig)